# قتل لیکن رایلی
لیکن رایلی دانشجوی ۲۲ ساله پرستاری دانشگاه آگوستا، در ۲۲ فوریه ۲۰۲۴ در حالی که در حال دویدن در دانشگاه جورجیا در اتنز بود، به قتل رسید. جسد او در پارک جنگلی اوکونی در نزدیکی دریاچه هریک پیدا شد. مرگ او بر اثر ضربه شدید و خفگی اتفاق افتاده بود.
مجرم، خوزه آنتونیو ایبارا، یک شهروند ونزوئلایی ۲۶ ساله است که به‌طور غیرقانونی وارد ایالات متحده شده بود. وی توسط پلیس UGA دستگیر شد و به ۱۰ مورد اتهام از جمله قتل، قتل بدخواهی، حبس کاذب، حمله شدید به قصد تجاوز و آدم‌ربایی متهم شد. ایبارا در ۲۰ نوامبر ۲۰۲۴ به تمام اتهامات مقصر شناخته شد و بدون احتمال آزادی مشروط به حبس ابد محکوم شد.
مرگ رایلی به خبر بین‌المللی تبدیل شد و توجه رسانه‌های بسیاری را به خود جلب کرد. پس از اینکه اداره مهاجرت و گمرک ایالات متحده (ICE) تأیید کرد ایبارا شهروند ایالات متحده نیست و هنگام عبور از مرز دستگیر شد، اما به ایالات متحده آزاد شد، بحثی در مورد قوانین مهاجرت در ایالات متحده به راه افتاد.
در ۷ مارس ۲۰۲۴، مجلس نمایندگان یک لایحه مهاجرتی به نام قانون لیکن رایلی را تصویب کرد که به بازداشت فدرال مهاجران غیرقانونی که مرتکب دزدی یا دزدی می‌شوند، ملزم می‌شود.

## قربانی
لیکن هوپ رایلی در ۱۰ ژانویه ۲۰۰۲ در ماریتا، جورجیا از خانواده جیسون رایلی و آلیسون فیلیپس متولد شد. او سه خواهر و برادر داشت. در سال ۲۰۲۰، او از دبیرستان ریور ریج در وودستاک، جورجیا فارغ‌التحصیل شد، او همچنین در تیم کراس کانتری این دانشگاه عضویت داشت.
رایلی در زمان مرگ ۲۲ سال داشت، دانشجوی پرستاری در دانشگاه آگوستا در اتنز، جورجیا و قبلاً در دانشگاه جورجیا در مقطع کارشناسی تحصیل کرده بود. او همچنین یکی از اعضای فعال انجمن آلفا چی امگا بود.

## قانون لیکن رایلی
در ۷ مارس ۲۰۲۴، مجلس نمایندگان ایالات متحده آمریکا قانون لیکن رایلی را با ۲۵۱ رای موافق در برابر ۱۷۰ رای مخالف، تصویب کرد همچنین ۳۷ نماینده حزب دموکرات به اعضای جمهوری‌خواه پیوستند و به این لایحه رای دادند.
در صورت تصویب، قانون لیکن رایلی بازداشت فدرال مهاجران غیرقانونی را که مرتکب دزدی یا سرقت می‌شوند الزامی می‌کند و به ایالت‌ها اجازه می‌دهد تا علیه دولت فدرال به دلیل عدم اجرای قوانین مهاجرت شکایت کنند.
یادداشت‌ها
1. ↑  بر اساس قانون ایالت جورجیا در مورد «بانو گودایوا»، زمانی که شخصی به قصد انجام عمل به عنوان یک قایق به محل دیگری وارد یا در محل دیگری می‌ماند، قانون را نقض می‌کند. در این پرونده، ایبارا به اتهام رفتن به ساختمان آپارتمان دانشگاه جورجیا در همان روز قتل، نگاه کردن از پنجره و جاسوسی از یک دانشجو متهم شد.[۲]